# Klein-Kerstenhausen
Koordinaten: 51° 3′ 48″ N, 9° 13′ 45″ O
Klein-Kerstenhausen (auch Kleinkerstenhausen) ist eine Dorfwüstung in der Gemarkung von Kerstenhausen, einem Stadtteil von Borken im nordhessischen Schwalm-Eder-Kreis.

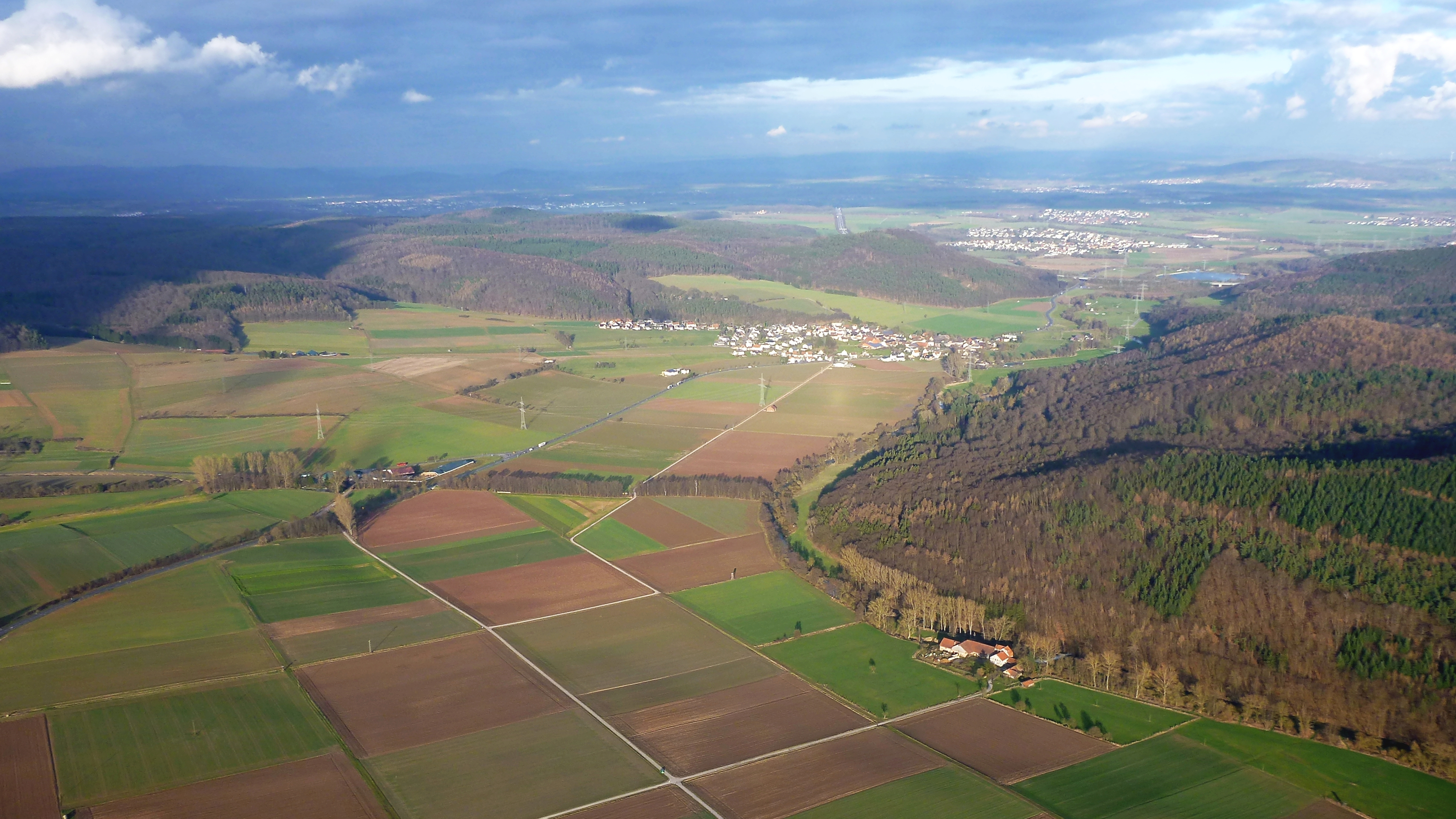
Die Schwalmpforte; Klein-Kerstenhausen lag in der nach links ausbuchtenden Flussschleife zwischen Kerstenhausen (Bildmitte) und der Autobahntrasse bzw. dem Badesee Stockelache (rechts am Bildrand) unter den Hochspannungsmasten

## Geographie
Die Siedlung lag etwa 1 km südöstlich von Kerstenhausen an der Kreisstraße 73 von Kerstenhausen nach Arnsbach auf etwa 195 m über NHN am Fuß des Kuhbergs (342,9 m) am rechten, südlichen Ufer der Schwalm, die hier aus dem Löwensteiner Grund durch die Schwalmpforte in die Schwalmaue durchbricht. Etwa 150 m nordöstlich befindet sich heute der Sportplatz von Kerstenhausen.
Etwa 50 m südlich der Kreisstraße 73 befindet sich am Nordwestrand eines Ackers 206 m ü. NHN eine etwa 40 × 20 m große, nahezu rechteckige Feldholzinsel auf einem niedrigen Bauschutthügel. Dies sind die Überreste der einstigen Dorfkirche, der Margarethenkirche. Neben einem Mauerrest einer ehemaligen Mühle an der Schwalm sind die Kirchentrümmer der einzig verbliebene sichtbare Rest des 1578 als Einzelhof letztmals erwähnten Dorfs. Örtlich sind noch die Flurnamen „Margarethenacker“ und „Kirchenstumpf“ gebräuchlich.

## Verkehr
Die Kreisstraße 73 von Kerstenhausen nach Arnsbach verläuft zwischen den Resten der Margarethenkirche im Norden und der einstigen Dorfstelle im Süden. Sie zweigt unweit südöstlich von Kerstenhausen auf dem Nordufer der Schwalm von der Bundesstraße 3 ab, die hier die Schwalmpforte durchquert und an deren östlichem Ausgang bei der Anschlussstelle Borken die Bundesautobahn 49 unterquert.

## Geschichte
Der Ort fand im Jahre 1314 als „villa minoris Kerstinhusen“ als landgräflich-hessisches Dorf im Amt Borken erstmals urkundliche Erwähnung, als Werner von Löwenstein-Westerburg dort zwei Hufen Ackerland an den Pleban und Rektor der Kirche in Urff verkaufte. Da bei der Belehnung Heinrichs von Löwenstein durch Landgraf Ludwig mit Dorf und Gericht Klein-Kerstenhausen als Mann- und Burglehen im Jahre 1447 ausdrücklich betont wird, dass schon Heinrichs Vorfahren dies Lehen innehatten, insbesondere auch laut einer von der Herzogin Sophie von Brabant ausgestellten Lehnsurkunde, bestand der Ort jedoch bereits wesentlich früher.
Der Ort, im äußersten Nordosten des nach dem in der Gegend dominierenden Geschlecht benannten Löwensteiner Grunds gelegen, war noch lange zumindest teilweise im Besitz dieser Familie, aber im Laufe der Jahrhunderte erwarben auch kirchliche Institutionen und andere Adelsfamilien Grundbesitz oder Einkünfte im Ort. 1339 gab Landgraf Heinrich II. den Ort Kleynenn Kirstenhusenn mit Gericht, Gült und Gefälle als Erbburglehen an die von Löwenstein. Ab 1340 sind z. B. das St. Petri-Stift in Fritzlar und der Rektor des dortigen Marienaltars als Inhaber von Einkünften zu Klein-Kerstenhausen bekundet, die sie von denen von Löwenstein geschenkt erhielten, und 1362 erscheinen das Chorfrauenstift Eppenberg und 1445 die aus diesem hervorgegangene Kartause St. Johannis als Verleiher von mehreren Huben im Ort. Das Löwensteiner Burglehen zu Klein-Kerstenhausen wurde schließlich im Jahre 1480 durch Landgraf Wilhelm I. für 120 Mark Silber eingelöst, was sowohl 1491 als auch 1501 von den Löwensteinern noch einmal bestätigt wurde. Landgraf Wilhelm II. verpfändete das Dorf allerdings 1493 noch einmal kurzzeitig an Philipp von Wildungen und 1500 an einen Löwenstein zu Löwenstein.

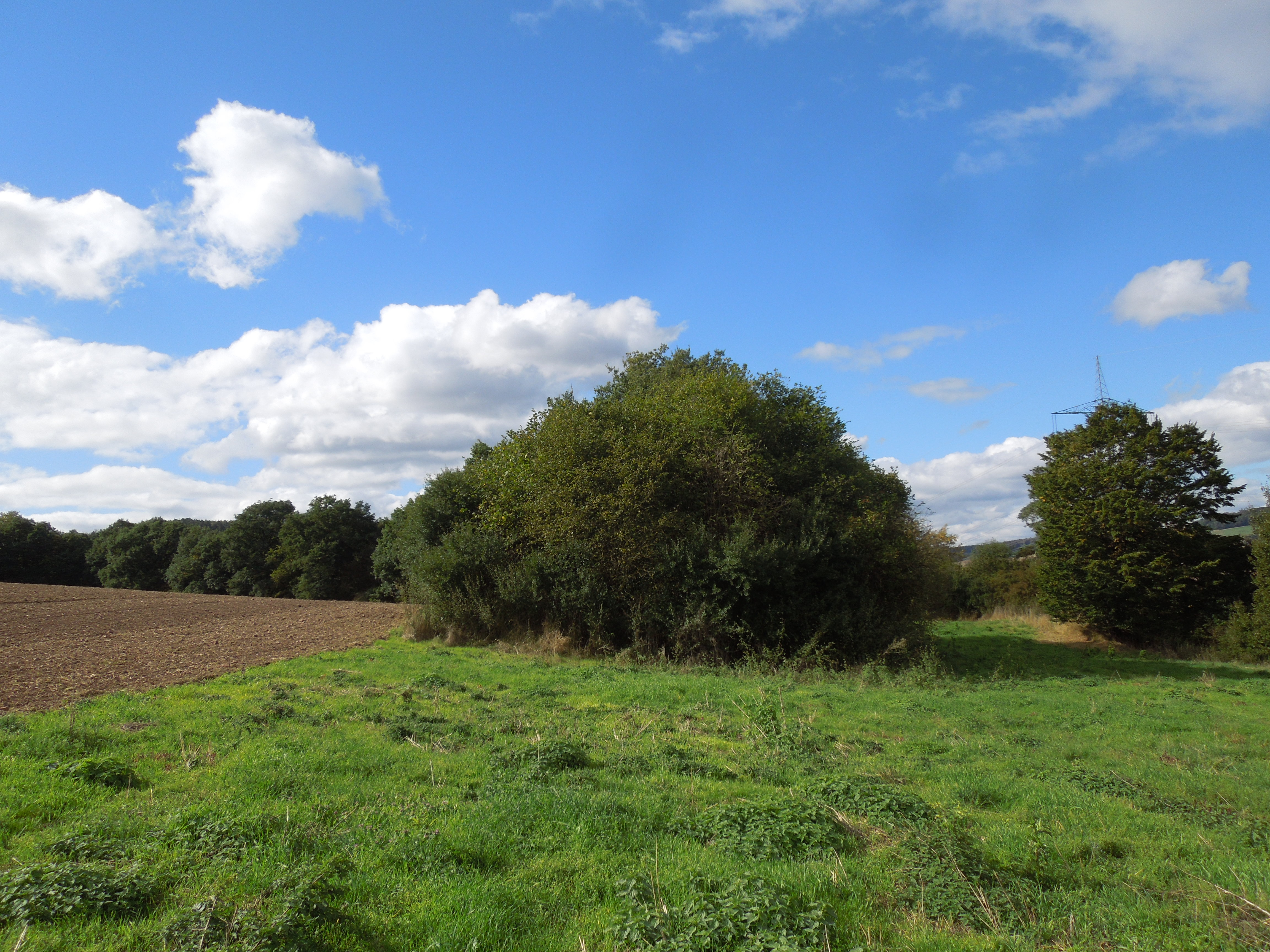
Die Busch- und Gehölzgruppe um die Reste der Margarethenkirche

Die der Margareta von Antiochia geweihte Dorfkirche wird im Jahre 1344 erstmals urkundlich erwähnt und erscheint auch 1464 noch einmal als „ecclesia in minore Kerstenhusen“. Das Kirchenpatronat besaßen die von Löwenstein und die Gemeinde hatte wohl bis ins 16. Jahrhundert ihren eigenen Pfarrer.
Das kleine Dorf wurde offensichtlich bereits um die Mitte des 16. Jahrhunderts weitgehend aufgegeben: im Jahre 1578 ist nur noch von einem einzelnen Hof die Rede, und die Kirche wurde nunmehr von einem auswärtigen Pfarrer betreut. Die Bewohner zogen in das bereits 1044 als „Christinehysen“ erwähnte Kerstenhausen flussaufwärts am linken Ufer der Schwalm, das wohl weniger hochwassergefährdet und auch nicht so windig war wie die Lage unmittelbar in der engen Schwalmpforte. Die Margarethenkirche, nun auf dem anderen Flussufer nicht mehr so einfach zu erreichen, verfiel allmählich.